# جيم هاميلتون (لاعب اتحاد الرغبي)
جيم هاميلتون (بالإنجليزية: Jim Hamilton)‏ هو لاعب اتحاد الرغبي بريطاني، ولد في 17 نوفمبر 1982 في سويندون في المملكة المتحدة.

## وصلات خارجية
- جيم هاميلتون عل موقع إسبنسكروم (الإنجليزية)
- جيم هاميلتون على موقع ItsRugby.co.uk (الإنجليزية)